# Кирхберг (Саксония)
Ки́рхберг (нем. Kirchberg) — город в Германии, в земле Саксония. Подчинён административному округу Кемниц. Входит в состав района Цвиккау.  Население составляет 8800 человек (на 31 декабря 2010 года). Занимает площадь 39,58 км². Официальный код  —  14 1 93 160.
Город подразделяется на 6 городских районов.